# Fort pomocniczy piechoty 41a „Mydlniki”

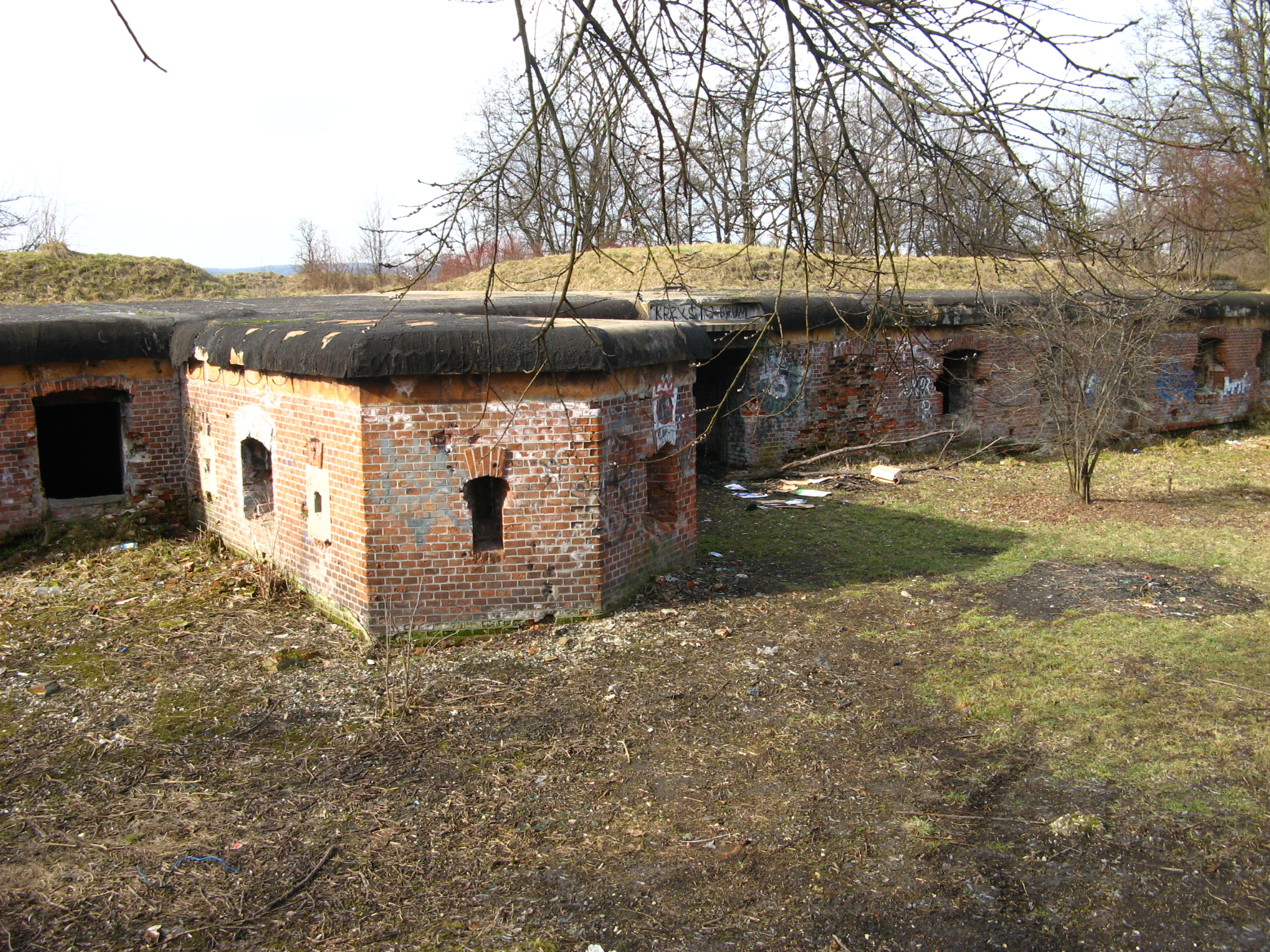
Fort 41a Mydlniki

Fort 41a „Mydlniki” – fort należący do Twierdzy Kraków. Powstał w latach 1895–1896. Należał do IV sektora obronnego, broniącego zachodniego odcinka Twierdzy Kraków pomiędzy dolinami rzek Rudawy i Prądnika. Fort bronił odcinka doliny Rudawy od strony północnej.
Fort znajduje się na wyniosłym wzgórzu dominującym nad okolicą. Położony jest przy ul. gen. B. Wieniawy-Długoszowskiego w Krakowie, około 200 metrów na północny wschód od stacji kolejowej Kraków Mydlniki.
 Obiekt wpisany jest do rejestru zabytków pod nr rej.: A-123/M z 8.11.2007